# Demjansk

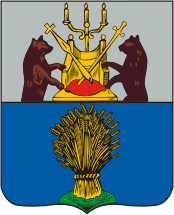
Stadsvapnet

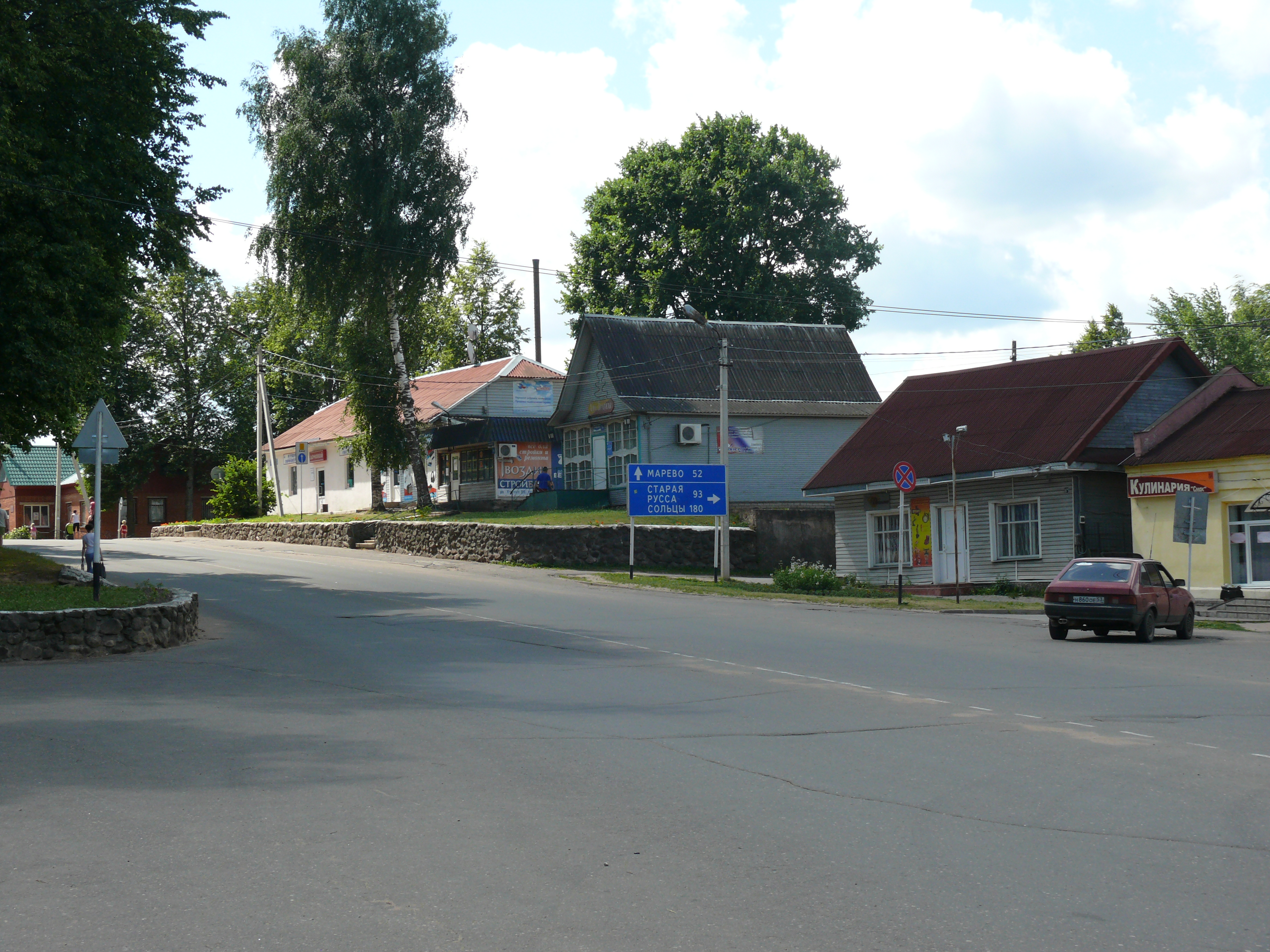
En vägkorsning med butiker i Demjansk.

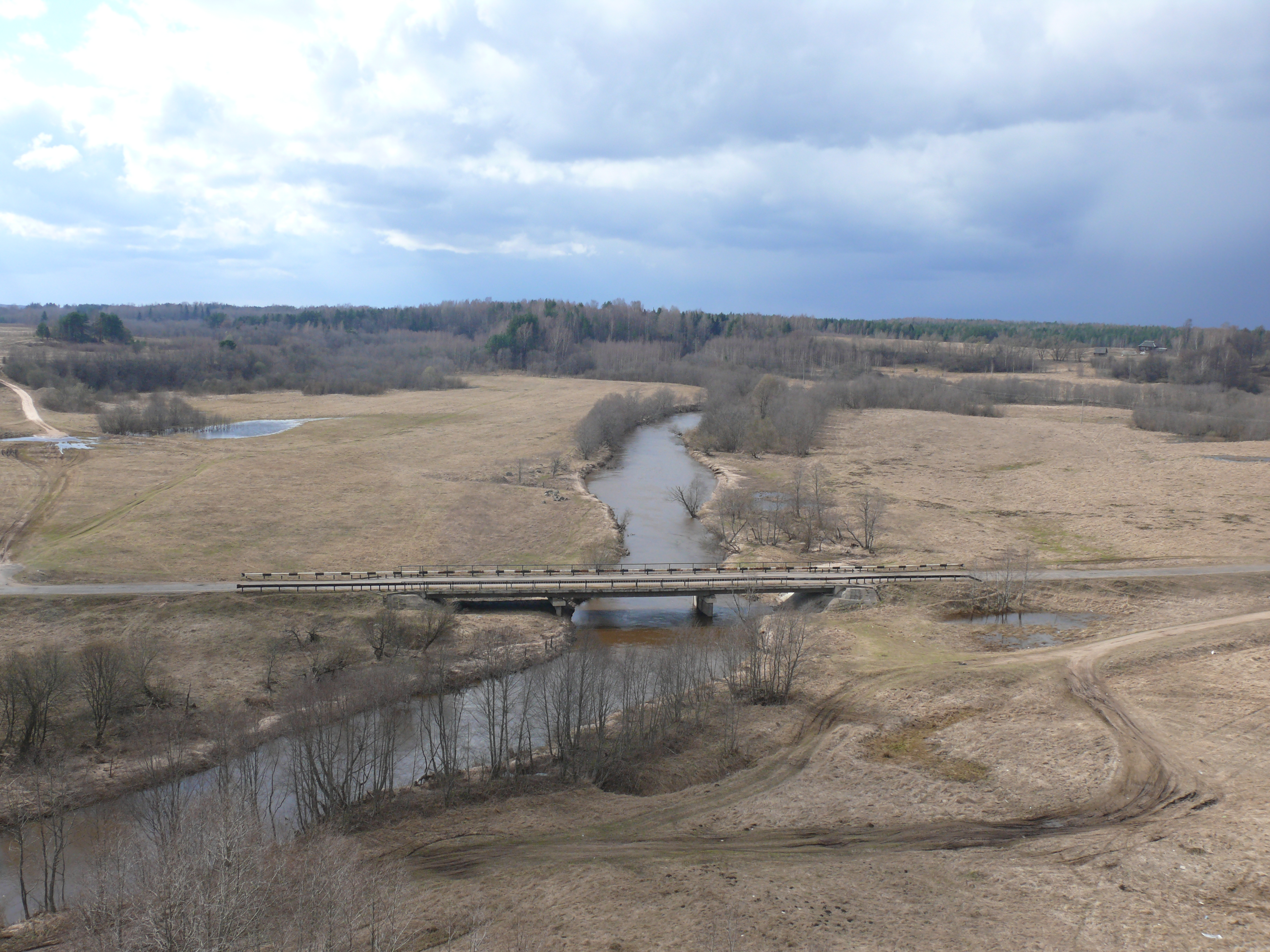
Utsikt över ån Javon från Fursteberget, Knjazjna gora.

Demjansk (ryska Демянск) är en tätort i Novgorod oblast i Ryssland, belägen vid ån Javon, ett biflöde till Pola, sydost om sjön Ilmen. Den har 4 748 invånare (2015) och utgör centralorten i den glesbebyggda Demjanskij rajon (11 422 invånare på 3198,9 km²). Demjansk utgör en egen tätortskommun inom rajonen, som därutöver består av sju landskommuner (de var sjutton före sammanslagningen 2010). Demjansk ligger 181 km sydost om regionhuvudstaden Novgorod och 41 km söder om järnvägsstationen Lytjkovo, på den öst-västliga banan mellan Pskov, Staraja Russa och Valdaj.
Orten omnämns första gången 1406 som Demon i en uppräkning av ryska städer och firade år 2006 sitt 600-årsjubileum. År 1824 bröts Demjansk ut från Staraja Russa till en egen krets (uezd) i Guvernementet Novgorod. Vid omläggningen av den administrativa indelningen 1927−1930 blev Demjansk huvudort för Demjansk rajon. Under andra världskriget ockuperades Demjansk av tyskarna från september 1941 till 21 februari 1943. Åren 1942 och 1943 utkämpades flera strider här. I ockupationsstyrkorna ingick bland annat enheter ur Frikorps Danmark vars chef Christian Frederik von Schalburg stupade här 2 juni 1942. 
När Novgorod oblast 1944 fick sina nuvarande gränser, ingick Demjansk rajon. Tätorten Demjansk hade 640 invånare år 1840, 1696 år 1863, 1338 år 1885, 2013 år 1910, 4319 år 1970, 5999 år 1989 och 5040 år 2013 med en sjunkande trend.
Ortens näringsliv baseras på lant- och skogsbruk.
Till traktens sevärdheter räknas Fursteberget (Княжна гора) vid ån Javon 8 km från Demjansk.